# Semaoun
Semaoun (în arabă سمعون) este o comună din provincia Béjaïa, Algeria.
Populația comunei este de 13.616 locuitori (2008).